# Museo storico dell'Arma di cavalleria
Il Museo storico dell'Arma di cavalleria è uno spazio espositivo situato a Pinerolo, nella città metropolitana di Torino, dedicato alla cavalleria italiana. È uno dei musei più importanti d'Europa dedicati alla cavalleria. Ha sede nella caserma Principe Amedeo, poi intitolata al generale Dardano Fenulli.  Il museo occupa una superficie di 5.500 mq. di aree espositive coperte, divisi in tre piani con totale di 42 sale e 240 vetrine.

## Le esposizioni

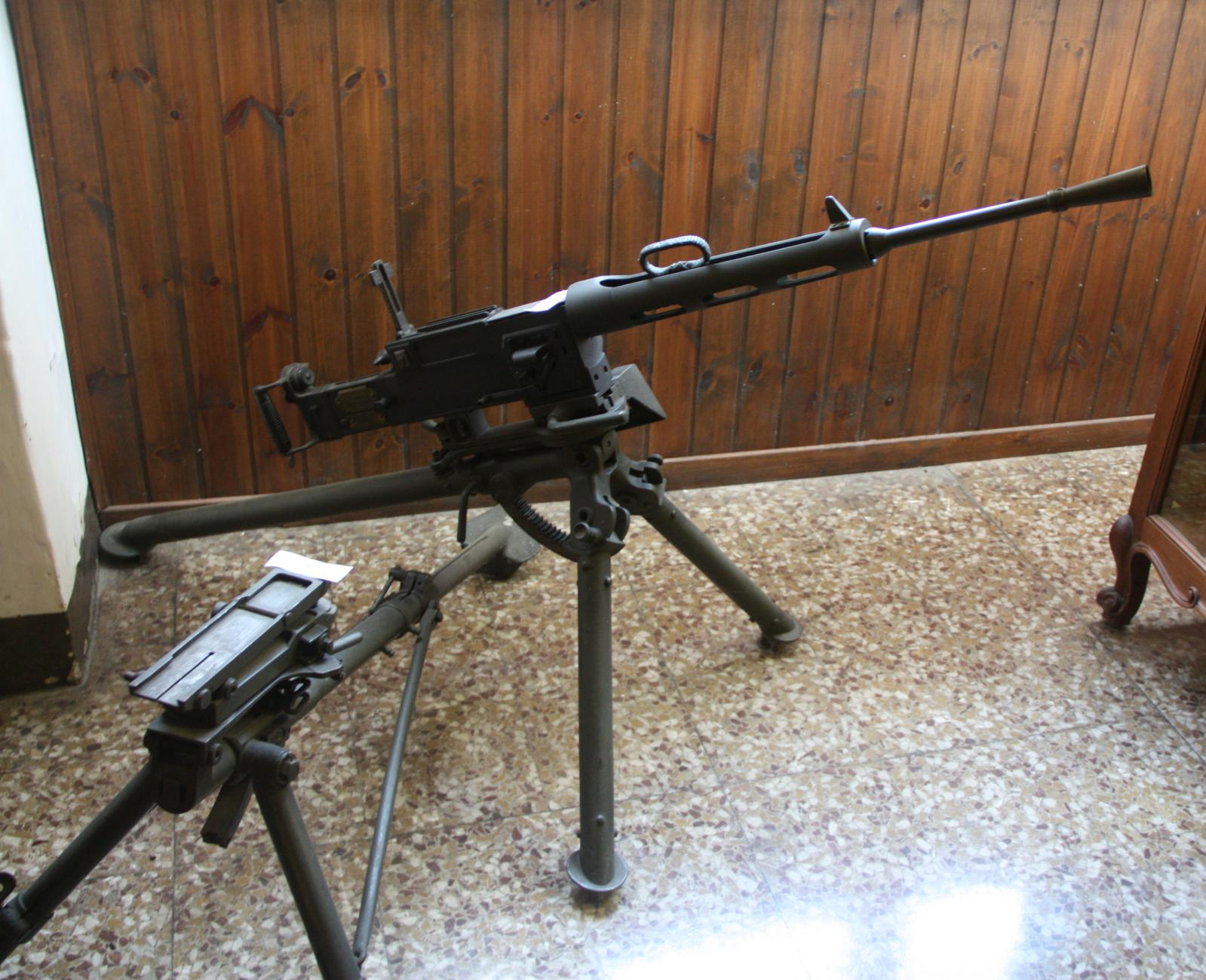
Una mitragliatrice Fiat Mod. 14/35 esposta al museo

La decisione di fondare un museo nazionale sulla cavalleria italiana risale al 1961, mentre le strutture sono state inaugurate nel 1968. La datazione dei reperti conservati nel museo inizia dal 1845. 
La collezione è molto ricca. All'interno degli spazi espositivi sono conservati finimenti di cavalli, armi, mezzi di trasporto (carrozze e mezzi corazzati), stendardi militari, esemplari storici di bandiere italiane, dipinti (tra cui Il conte Barattieri di San Pietro alla testa del suo regimento il 24 giugno 1866 di Giuseppe Gabani), fotografie d'epoca, stampe, decorazioni militari e medaglie. Sono anche esposte divise militari originali la cui datazione inizia dal Risorgimento e arriva sino ad oggi, e reperti delle due guerre mondiali e dei conflitti coloniali. 
Di grande rilievo è la collezione documentale. All'interno del museo sono conservati i 10.000 volumi che formano la biblioteca militare del polo espositivo, e i 200 volumi della biblioteca del cavallo. La datazione dei documenti inizia dal XV secolo e si conclude nel XIX secolo. Sono inoltre presenti una fototeca e una cineteca.
All'interno del polo museale sono situati un sacrario degli Eroi, una sala dedicata al generale Giuseppe Adolfo Roero di Cortanze e una cappella consacrata al patrono dell'Arma, san Giorgio.